# フェデリコ・サンタンデール
フェデリコ・ハビエル・サンタンデール・メレレス（Federico Javier Santander Mereles, 1991年6月4日 - ）は、パラグアイ・サンロレンソ出身のサッカー選手。ポジションはFW。セリエA・ボローニャFC所属。パラグアイ代表。

## 経歴
パラグアイのクラブ・グアラニーのユースチームでキャリアをスタートさせ、2008年16歳のときタクアリFC戦でデビューを果たした。2010年8月31日、フランスのトゥールーズFCに移籍した。

## 代表歴
U-20パラグアイ代表として2009 FIFA U-20ワールドカップに出場し1ゴールを決めた。またA代表として2010年10月9日、オーストラリア代表戦でデビューを果たした。2011年6月4日、ボリビア代表との親善試合で代表初得点を挙げた。

## 所属クラブ
- クラブ・グアラニー 2008-2012

→ トゥールーズFC 2010-2011 (Loan)
- ラシン・クルブ 2012-2013

→ CAティグレ 2012-2013 (Loan)
- クラブ・グアラニー 2014-2015
- FCコペンハーゲン 2015-2018
- ボローニャFC 2018-